# Du tout plongiet

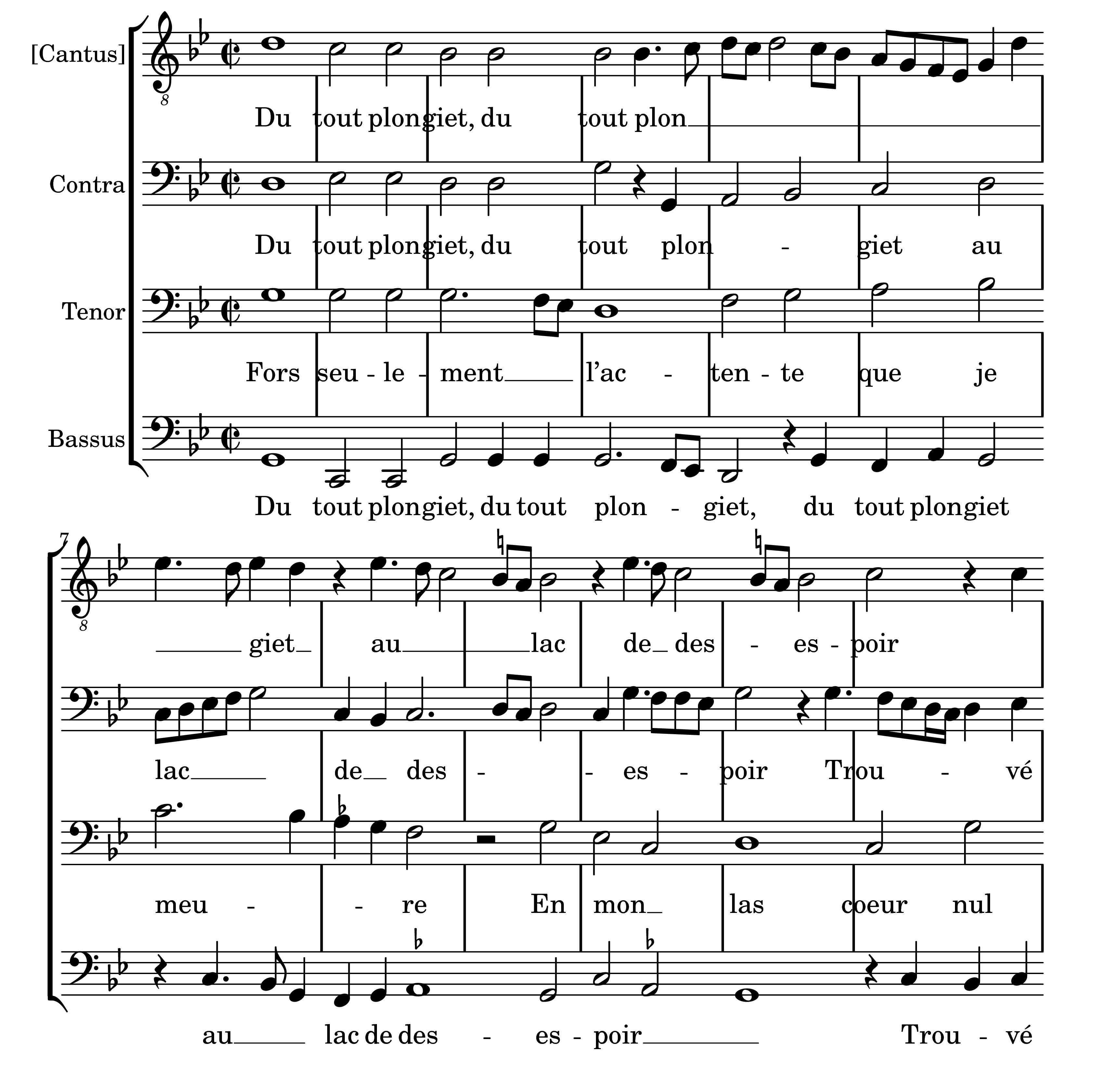
"Du tout plongiet – Fors seulement", versione a doppio testo utilizzato da Antoine Brumel

Du tout plongiet è una chanson francese.
Antoine Brumel ne scrisse una versione politestuale, utilizzando, come cantus firmus innestato nella parte del tenore, la voce del superius appartenente alla versione di Fors seulement di Johannes Ockeghem.

## Testo
| Du tout plongiet au lac de desespoir, Trouve me suis sans attente n'espoir D'avoir jamais des biens de Fortune; Mais, se trouver puis scayson oportune, Je me assairay d'en quelque chose avoir. | Immerso nel lago della disperazione Mi trovo senza attese, né speranze Né mai di avere doni dalla Fortuna. Ma se ne avrò l'opportunità Mi sforzerò in qualche distrazione. |